# José Maruenda Sentana
José Maruenda Sentana (Villafranqueza, 17 de mayo de 1875 - Orán, 24 de abril de 1945) fue un maestro y político socialista español.
Nacido en Villafranqueza, a principios del siglo XX se trasladó a vivir a Villena, donde trabajó como profesor en la Casa del Pueblo desde 1906 hasta 1936, gestionada en aquel momento por la Unión General de Trabajadores (UGT). Fue uno de los fundadores de la agrupación local del Partido Socialista Obrero Español (PSOE), siendo dirigente de ambas organizaciones en diversas ocasiones. Fue elegido concejal del ayuntamiento de Villena durante la restauración en 1914 y 1920, pero en ambas ocasiones debió sufrir la represión política: fue cesado por su participación en la huelga general de 1917 (repuesto en su cargo en 1918); y también cesó con el establecimiento de la dictadura de Primo de Rivera (repuesto en 1930). Elegido de nuevo concejal en las elecciones municipales de 1931 que dieron lugar a la proclamación de la Segunda República, debió sufrir de nuevo la represión al ser despuesto con la revolución de 1934. Repuesto en el cargo tras las victoria de Frente Popular en 1936, ocupó de forma provisional la alcaldía de la localidad en sustitución del también socialista José Cañizares Domene. Ocupaba el cargo al producirse el golpe de Estado de julio que dio lugar a la Guerra Civil. Fue sustituido a finales de 1938 en la alcaldía por Pascual Poveda Poveda y siguió siendo miembro del Consejo Municipal durante toda la guerra. Al término del conflicto pudo huir desde Alicante camino del exilio a Argelia, donde falleció.